# ГЕС Zhāopíng
ГЕС Zhāopíng (昭平水电站) — гідроелектростанція на півдні Китаю у провінції Гуансі. Знаходячись між ГЕС Bājiāngkǒu (вище по течії) та ГЕС Xiàfú (49,5 МВт), входить до складу каскаду на річці Гуйцзян, яка впадає ліворуч до основної течії річкової системи Сіцзян (завершується в затоці Південнокитайського моря між Гуанчжоу та Гонконгом) на межі ділянок Xun та Сі.
У межах проєкту річку перекрили бетонною гравітаційною греблею висотою 40 метрів, яка утримує водосховище з об'ємом 125,5 млн м3 та припустимим коливанням рівня поверхні в операційному режимі між позначками 71 та 72 метри НРМ (під час повені рівень може зростати 77,8 м НРМ).
Інтегрований у греблю машинний зал обладнали трьома турбінами потужністю по 21 МВт, які забезпечують виробництво 305 млн кВт-год електроенергії на рік.